# Гаплогруппа Z1a1 (мтДНК)
Гаплогруппа Z1a1 — гаплогруппа митохондриальной ДНК человека.

## Субклады
- Z1a1
  - Z1a1a
    - Z1a1a1
    - Z1a1a2
    - Z1a1a3
    - Z1a1a4

  - Z1a1b
    - Z1a1b1
    - Z1a1b2

## Палеогенетика

### Неолит
Серовская культура
- I0998 — Хужир-2, могила 2 — Ольхонский район, Иркутская область, Россия — 2835-2472 calBCE (4040±35 BP, Poz-83426) — Z1a1.[1]

### Средние века
Аварский каганат
- AV19 | AC19 ― Petőfiszállás — Кишкунфеледьхазаский яраш, Бач-Кишкун, Южный Альфёльд, Венгрия — VII в. — М — N1a1a1a1a3a (N-F4205) # Z1a1.[2]

Номады
- DA94 | Pav 26 — Спартак (курган 1, п. 5) — Актогайский район (Павлодарская область), Казахстан — VIII–IX вв. (1129 BP) — М — R-M198 # Z1a1.[3]

## Публикации
2018
- Damgaard PB; Marchi N; Rasmussen S; et al. (May 2018). 137 ancient human genomes from across the Eurasian steppes. Nature. 557 (7705): 369–374. doi:10.1038/s41586-018-0094-2. PMID 29743675.

2020
- Csáky V; Gerber D; Koncz I; et al. (January 2020). Genetic insights into the social organisation of the Avar period elite in the 7th century AD Carpathian Basin. Scientific Reports. 10 (1). doi:10.1038/s41598-019-57378-8. PMC 6976699. PMID 31969576.

2021
- Dryomov SV; Nazhmidenova AM; Starikovskaya EB; Shalaurova SA; Rohland N; Mallick S; Bernardos R; Derevianko AP; Reich D; Sukernik RI. (January 2021). Mitochondrial genome diversity on the Central Siberian Plateau with particular reference to the prehistory of northernmost Eurasia. PLOS One. 16 (1): e0244228. doi:10.1371/journal.pone.0244228. PMC 7842996. PMID 33507977.{{cite journal}}:  Википедия:Обслуживание CS1 (не помеченный открытым DOI) (ссылка)